# Ortygospiza
Ortygospiza is een monotypisch geslacht van zangvogels uit de familie van de prachtvinken (Estrildidae). De wetenschappelijke naam van het geslacht is voor het eerst geldig gepubliceerd in 1850 door Carl Jakob Sundevall. De enige soort:
- Ortygospiza atricollis  – Kwartelastrild